# تاريخ العلوم والتقانة في إفريقيا

خريطة مناطق أفريقيا.

لأفريقيا أقدم سجل في العالم من الإنجاز التكنولوجي البشري: تم العثور على أقدم أدوات الحجر في العالم في شرق أفريقيا، وقد تم العثور على أدلة في وقت لاحق لإنتاج الأدوات من قبل أسلافنا هومينين في جميع أنحاء أفريقيا جنوب الصحراء الكبرى. غير أن تاريخ العلم والتكنولوجيا في أفريقيا منذ ذلك الحين لم يحظ إلا بقدر قليل نسبيا من الاهتمام بالمقارنة مع مناطق أخرى من العالم، على الرغم من التطورات الأفريقية الملحوظة في الرياضيات، والتعدين، والهندسة المعمارية، وغيرها من المجالات.

## البشر في وقت مبكر
يوفّر وادي الشق العظيم في أفريقيا أدلة حاسمة على تطور البشر في وقت مبكر ويمكن العثور على أقرب الأدوات في العالم هناك أيضا:
- وقد خلق هومينين مجهول الهوية ربما أوسترالوبيثيكوس أفارينيسيس أو إنسان كينيا أدوات حجرية يرجع تاريخها إلى 3.3 مليون سنة في لوميكوي في حوض توركانا في شرق أفريقيا.
- قام الإنسان الماهر المقيم في شرق أفريقيا بتطوير صناعة أدوات أخرى في وقت مبكر، وهي أولدوان، منذ حوالي 2.3 مليون سنة.
- وضعت الإنسان المنتصب صناعة الأدوات الحجرية أشولينية وتحديدا محاور اليد في 1.5 مليون سنة مضت وانتشرت صناعة الأدوات هذه إلى الشرق الأوسط وأوروبا منذ حوالي 800,000 إلى 600,000 سنة. يبدأ الإنسان المنتصب أيضا باستخدام النار.[1]
- ابتكر الإنسان العاقل أو الإنسان الحديث أدوات من العظام والشفرات المدعومة قبل حوالي 90,000 إلى 60,000 سنة، في جنوب وشرق أفريقيا وأصبح استخدام أدوات العظام والشفرات المدعومة في نهاية المطاف سمة من سمات صناعات العصر الحجري في وقت لاحق.[2] أول ظهور للفن التجريدي هو خلال العصر الحجري الأوسط، أقدم فن تجريدي في العالم هو قلادة قذيفة يعود تاريخها إلى 82,000 سنة مضت من كهف الحمام في تافورالت شرق المغرب.[3] تم العثور على أقدم فن تجريدي وأقدم فن صخري في كهف بلومبوس في جنوب أفريقيا ويعود تاريخه إلى 77,000 سنة مضت.[4]

## التعليم
للعلم الاجتماعي في أفريقيا، بما في ذلك التعليم، تاريخ طويل.

### وادي النيل
في عام 295 قبل الميلاد تأسست مكتبة الإسكندرية في مصر. واعتبرت أكبر مكتبة في العالم الكلاسيكي.
جامعة الأزهر التي تأسست في 970 ~ 972 كمدرسة، هي المركز الرئيسي للأدب العربي والتعلم الإسلامي السني في العالم ويمكن اعتبار الجامعة الأقدم في مصر بعد جامعة القاهرة تاريخ تأسيسها عام 1961 عندما أضيفت مواد غير دينية إلى منهاجها.

### الساحل
وتوجد ثلاث مدارس فلسفية في مالي خلال «العصر الذهبي» في البلاد من القرن الثاني عشر إلى القرن السادس عشر وهي جامعة سانكور وجامعة سيدي يحيى وجامعة دجنغيريبر.
وبحلول نهاية عهد مانسا موسى في مالي تم تحويل جامعة سانكوري إلى جامعة مزودة بأكبر عدد من الكتب في أفريقيا منذ مكتبة الإسكندرية وكانت جامعة سانكوري قادرة على إسكان 25,000 طالب وكان واحدا من أكبر المكتبات في العالم مع ما يقرب من 1000,000 المخطوطات.
كان تمبكتو مركزا رئيسيا لنسخ الكتب والجماعات الدينية  والعلوم والفنون. وجاء العلماء والطلاب في جميع أنحاء العالم للدراسة في جامعتها. وجذب المزيد من الطلاب الأجانب من جامعة نيويورك.

## الفلك

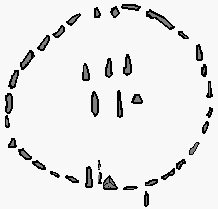
دائرية كرومليتش في نابتا

ثمة ثلاثة أنواع من التقاويم في أفريقيا: القمرية والشمسية والنجمية ومعظم التقويمات الأفريقية هي مزيج من الثلاثة. التقويمات الأفريقية تشمل التقويم أكان، والتقويم المصري، والتقويم البربري، والتقويم الإثيوبي، والتقويم الإغبو، تقويم اليوروبا، تقويم شونا، التقويم السواحلي، تقويم شوسا، تقويم بورانا، والتقويم لوبا.

### الصحراء الغربية من مصر
دائرة حجرية تقع في حوض نابتا بلايا قد تكون واحدة من أقدم الأجهزة الأرشادية الفلكية المعروفة في العالم بنيت من قبل النوبيين القديمة حوالي 4800 قبل الميلاد والجهاز قد يكون ملحوظ تقريبا الانقلاب الصيفي.

### وادي النيل
منذ أول القياسات الحديثة للتوجهات الكاردينالية الدقيقة للأهرامات المصرية اتخذها فليندرس بيتري وتم اقتراح أساليب فلكية مختلفة لكيفية تأسيس هذه التوجهات أصلا. قد يكون المصريون القدماء قد لاحظوا، على سبيل المثال، مواقف نجمتين في المحراث / الدب الأكبر الذي كان معروفا لدى المصريين بالفخذ. ويعتقد أن محاذاة عمودية بين هذين النجوم فحصها مع بوب راسيا استخدمت للتأكد من حيث تقع شمال الانحرافات عن الشمال الحقيقي باستخدام هذا النموذج يعكس التواريخ المقبولة لبناء الأهرامات.
وكان المصريون أول من وضع 365 يوما و12 شهرا التقويم وكان التقويم ممتاز والتي تم إنشاؤها من خلال مراقبة النجوم.
خلال القرن الثاني عشر اخترع رباعي الأسطرلاب في مصر.

### الساحل
واستنادا إلى ترجمة مخطوطات تمبكتو الـ14، يمكن وضع النقاط التالية حول علم الفلك في تمبكتو خلال القرنين الثاني عشر والسادس عشر:
1. الاستفادة من تقويم يولياني.
2. بصفة عامة كان لديهم رؤية مركزية الشمس للنظام الشمسي.
3. الرسوم البيانية من الكواكب والمدارات الاستفادة من العمليات الحسابية المعقدة.
4. طور العلماء خوارزمية توجه بدقة إلى تمبكتو إلى مكة المكرمة
5. سجلوا الأحداث الفلكية بما في ذلك دش نيزك في أغسطس 1583.[17]

وفي هذا الوقت مالى كان لديها أيضا عدد من علماء الفلك بما في ذلك الإمبراطور والعالم أسكيا محمد الأول.

### حوض تركانا
المواقع العمودية «المغنطيسية» والمعروفة باسم «ناموراتونغا» وتعود إلى وقت مبكر قبل 5000 سنة ويمكن العثور على المحيطة بحيرة توركانا في كينيا. وعلى الرغم من أن بعض التفسيرات الأولية كانت مثيرة للجدل إلى حد ما إلا أنها أشارت إلى أنها كانت تستخدم من قبل الناس الكوشيين الناطقين كمحاذاة مع أنظمة النجوم التي تم ضبطها على التقويم القمري لمدة 354 يوما.

### جنوب أفريقيا
اليوم زرع جنوب أفريقيا مجتمعا فلكيا مزدهرا وهو يستضيف تليسكوب كبير في الجنوب الأفريقي وهو أكبر تلسكوب بصري في نصف الكرة الجنوبي وتقوم جنوب أفريقيا حاليا ببناء تلسكوب «كارو أري» ك مشروع ل «مشروع مصفوف الكيلومتر المربع» بقيمة 20 مليار دولار وجنوب أفريقيا هي النهائية مع أستراليا لتكون مضيفة لل سكا.

## الرياضيات

### أفريقيا الوسطى والجنوبية
قد يكون عظم ليبومبو من الجبال بين سوازيلاند وجنوب أفريقيا أقدم قطعة أثرية رياضية معروفة. [بحاجة لمصدر] يعود تاريخه إلى 35000 قبل الميلاد ويتألف من 29 درجة متميزة تم قطعها عمدا في شظية البابون.
عظم إيشانغو هو أداة العظام من جمهورية الكونغو الديمقراطية مؤرخة إلى العصر العصر الحجري القديم العليا حوالي 18,000 إلى 20,000 قبل الميلاد بل هو أيضا شظية البابون  مع قطعة حادة من الكوارتز الملصقة على نهاية واحدة، وربما للنقش أو الكتابة. كان يعتقد لأول مرة أن عصا العصا، كما أن لديها سلسلة من علامات رصيد منحوتة في ثلاثة أعمدة تشغيل طول الأداة ولكن بعض العلماء قد اقترحوا أن مجموعات من الشقوق تشير إلى فهم رياضي يتجاوز العد وقد تم اقتراح وظائف مختلفة للعظام: قد تكون أداة الضرب والانقسام وحساب رياضي بسيط والتقويم القمري لمدة ستة أشهر أو قد تكون قد أدلى بها امرأة تتبع لها دورة الطمث 

### وادي النيل
وبحلول فترة نقادة قبل الميلاد في مصر كان الناس قد طوروا نظاما عدديا بالكامل. ويقترح أهمية الرياضيات لمصري متعلم من قبل رسالة خيالية للمملكة الجديدة حيث يقترح الكاتب مسابقة علمية بينه وبين كاتب آخر فيما يتعلق بمهام الحساب اليومية مثل محاسبة الأرض والعمل والحبوب. وتظهر نصوص مثل بردية الريند الرياضية وبردية موسكو الرياضية أن المصريين القدماء يستطيعون أداء العمليات الحسابية الأساسية الأربعة - الجمع والطرح والضرب والقسمة - استخدام الكسور، وحساب كميات الصناديق والأهرامات، وحساب المناطق السطحية من المستطيلات والمثلثات والدوائر وحتى المجالات.[بحاجة لمصدر] فهموا المفاهيم الأساسية للجبر والهندسة ويمكن أن يحلوا مجموعات بسيطة من المعادلات المتزامنة.
وكان التدوين الرياضي عشري واستنادا إلى علامات الهيروغليفية لكل قوة من عشرة تصل إلى مليون وكل من هذه يمكن أن تكون مكتوبة عدة مرات حسب الضرورة لإضافة ما يصل إلى العدد المطلوب. لذلك لكتابة العدد ثمانين أو ثمانمائة، تم كتابة رمز لعشرة أو مائة ثماني مرات على التوالي. ولأن أساليب الحساب الخاصة بهم لم تستطع التعامل مع معظم الكسور مع بسط أكبر من واحد، كان يجب كتابة الكسور المصرية القديمة كمجموع عدة كسور وعلى سبيل المثال تم حل الجزء الخامس والخامس في مجموع الثلث + واحد الخامس عشر؛ وقد سهل ذلك جداول القيم القياسية  ومع ذلك كانت بعض الكسور الشائعة مكتوبة برسومات رمزية خاصة؛ يظهر ما يعادل الثلثين الحديثة على اليمين.
علماء الرياضيات المصريين القدماء كان لديهم فهم للمبادئ التي تقوم عليها نظرية فيثاغورس مع العلم وعلى سبيل المثال أن مثلث كان زاوية اليمينية مقابل الوتر عندما كانت جانبيه في نسبة 3-4-5. وتمكنوا من تقدير مساحة الدائرة من خلال طرح تسعة من قطرها وتجاوز النتيجة:
Area ≈ [(8⁄9)D]2 = (256⁄81)r2 ≈ 3.16r2
تقريب منطقى للصيغة πr2.
ويبدو أن النسبة الذهبية تنعكس في العديد من الإنشاءات المصرية وبما في ذلك الأهرامات ولكن استخدامها قد يكون نتيجة غير مقصودة للممارسة المصرية القديمة من الجمع بين استخدام الحبال معقود مع شعور بديهية من نسبة والانسجام.
واستنادا إلى خطط محفورة من أهرامات الملك المانيك أمانيخابالي كان لدى النوبيين فهم متطور للرياضيات وتقدير نسبة التوافقية والخطط المحفورة تدل على الكثير للكشف عن الرياضيات النوبية.

### الساحل
كان كل من التعلم الرياضي للعالم الإسلامي خلال فترة القرون الوسطى المتاحة والمتقدمة من قبل العلماء تمبكتو: الحساب والجبر والهندسة وعلم المثلثات.

### تقاليد أفريقية أخرى
ومن أهم الإنجازات التي تحققت في أفريقيا معرفة مسبقة بالهندسة الفركتالية والرياضيات ومعرفة الهندسة الكسورية يمكن العثور عليها في جانب واسع من الحياة الأفريقية من الفن وهياكل التصميم الاجتماعي والهندسة المعمارية إلى الألعاب والتجارة ونظم العرافة. مع اكتشاف الرياضيات كسورية في الاستخدام على نطاق واسع في أفريقيا وكان رون إغلاش هذا القول.
«كنا نفكر في الرياضيات كنوع من السلم الذي تسلق، ونحن نفكر في أنظمة العد - واحد زائد واحد يساوي اثنين - كخطوة أولى والأشكال البسيطة كخطوة ثانية والتطورات الرياضية الأخيرة مثل الهندسة الكسورية تمثل أعلى سلم في معظم التفكير الغربي ولكن من المفيد كثيرا أن نفكر في تطوير الرياضيات كنوع من هيكل المتفرعة وأن ما ازدهرت في وقت متأخر جدا على الفروع الأوروبية قد أزهرت في وقت سابق بكثير على أطراف الآخرين، وعندما الأوروبيين أولا جاء إلى أفريقيا واعتبروا العمارة غير منظمة للغاية وبالتالي بدائية ولم يحدث لهم أبدا أن الأفارقة قد يكون يستخدمون شكل من أشكال الرياضيات التي لم يكتشفوا حتى الآن».
وكان نظام العد الثنائي يعرف أيضا على نطاق واسع من خلال أفريقيا قبل أن يعرف في جميع أنحاء العالم وقد نظمت أنه يمكن أن يكون قد أثرت جيومانسي الغربية الأمر الذي من شأنه أن يؤدي إلى تطوير الكمبيوتر الرقمي.

## علم المعادن
انتقلت معظم بلدان أفريقيا جنوب الصحراء من العصر الحجري إلى العصر الحديدي، العصر الحديدي والعصر البرونزي حدث في وقت واحد. استوردت شمال أفريقيا ووادي النيل تكنولوجيا الحديد من الشرق الأدنى واتبعت نمط التنمية في الشرق الأدنى من العصر البرونزي إلى العصر الحديدي.

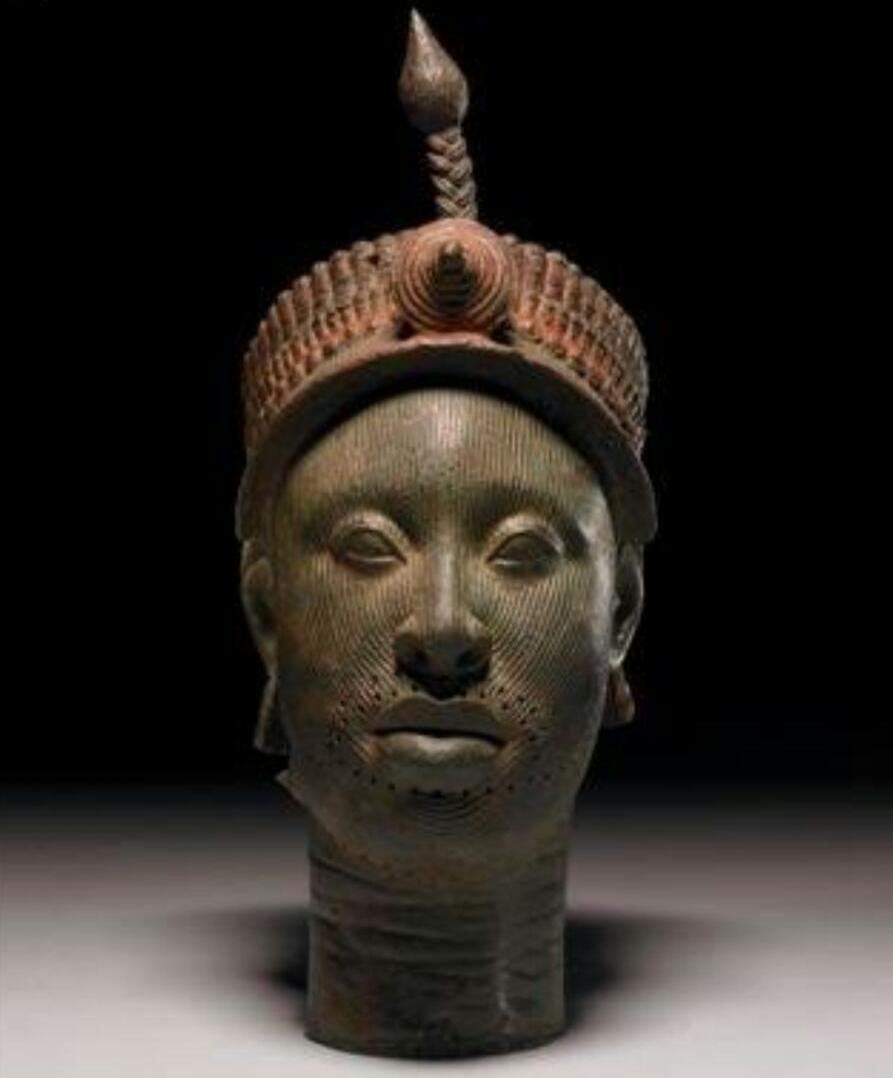
إيفي من البرونز رأس ملك داخل، المتحف البريطاني

ويقبل كثير من الأفريقيين تنمية مستقلة لاستخدام الحديد في أفريقيا جنوب الصحراء الكبرى ومن بين علماء الآثار مسألة قابلة للنقاش وأقدم تاريخ للحديد في أفريقيا جنوب الصحراء الكبرى هو 2500 قبل الميلاد في إيغارو غرب تيرميت مما يجعلها معاصرة لصهر الحديد في الشرق الأوسط. تاريخ إيغارو قابل للنقاش مع علماء الآثار، وذلك بسبب الطريقة المستخدمة لتحقيق ذلك. تاريخ تيرميت 1500 قبل الميلاد هو مقبول على نطاق واسع. استخدام الحديد، في صهر وتزوير للأدوات، ويظهر في غرب أفريقيا قبل 1200 قبل الميلاد، مما يجعلها واحدة من الأماكن الأولى لولادة العصر الحديدي. قبل القرن التاسع عشر وكانت الأساليب الأفريقية لاستخراج الحديد مستخدمة في البرازيل حتى تم وضع أساليب أوروبية أكثر تقدما.

### غرب أفريقيا
.إلى جانب كونه أسياد في الحديد، وكان الأفارقة الماجستير في النحاس والبرونز أنتجت إيف تماثيل نابضة بالحياة في النحاس وهو تقليد فني ابتداء من القرن 13th بنن يتقن البرونزية خلال القرن ال 16 أنتجت البورتريه والنسيج في المعدن باستخدام عملية الشمع المفقودة. كانت بنن أيضا مصنعة من الزجاج والزجاج الخرز.

### الصحراء
في منطقة جبال أير في النيجر تم تطوير صهر النحاس بشكل مستقل بين 3000 و 2500 قبل الميلاد وتشير الطبيعة غير المستغلة للعملية إلى أنها ليست من أصل أجنبي والصهر في المنطقة أصبح ناضجا حوالي 1500 قبل الميلاد.

### الساحل
وكانت أفريقيا موردا رئيسيا للذهب في التجارة العالمية خلال العصور الوسطى وأصبحت امبراطوريات الساحل قوية من خلال السيطرة على التجارة العابرة للصحراء الكبرى ووفرت 2/3 من الذهب في أوروبا وشمال أفريقيا. تم طباعة الدينار المرابط والدينار الفاطمي على الذهب من امبراطوريات الساحل كما تم طباعة دوكات جنوة والبندقية وفلور فلورنسا على الذهب من امبراطوريات الساحل. عندما استنزفت مصادر الذهب في منطقة الساحل، تحولت الإمبراطوريات إلى التجارة مع المملكة أشانت
وكان التجار السواحيليون في شرق أفريقيا موردي رئيسي للذهب إلى آسيا في طرق التجارة في البحر الأحمر والمحيط الهندي. وكانت المدن التجارية والمدن الساحلية للساحل السواحيلي في شرق أفريقيا من أوائل المدن الأفريقية التي تتلامس مع المستكشفين والبحارة الأوروبيين خلال عصر الاكتشاف الأوروبي وقد تم توثيق العديد منها واشاد بها في تسجيلات المستكشف في شمال أفريقيا أبو محمد بن بطوطة.
.

### وادي النيل
كانت النوبة مصدرا رئيسيا للذهب في العالم القديم وكان الذهب مصدرا رئيسيا للثروة الكوشية والسلطة وتم استخراج الذهب من النيل في وادي العقي ووادي كابغبا.
حوالي 500 قبل الميلاد النوبة خلال مرحلة المروية أصبحت الشركة المصنعة الرئيسية ومصدر للحديد وكان ذلك بعد طرده من مصر من قبل الآشوريين الذين استخدموا الأسلحة الحديدية.

### مملكة أكسوم
أنتجت مملكة أكسوم القطع النقدية حوالي 270 م تحت حكم الملك إندوبيس وتم إصدار القطع النقدية من أكسوم بالذهب والفضة والبرونز.

### شرق أفريقيا
اكتشف عالم الأنثروبولوجيا بيتر شميدت من خلال اتصال التقليد الشفهي أن هيا في تنزانيا قد تم تزوير الصلب منذ ما يقرب من 2000 سنة. وقد تم هذا الاكتشاف عن طريق الخطأ بينما كان شميدت يتعلم عن تاريخ هيا عبر تقاليدهم الشفهية. وكان يقود إلى شجرة يقال أنها تقع على الفور من فرن الأجداد المستخدمة لتصنيع الصلب. عندما كلف في وقت لاحق مع التحدي المتمثل في إعادة صياغة الزعانف ومجموعة من كبار السن الذين كانوا في هذا الوقت الوحيد الذي يتذكر هذه الممارسة، وذلك بسبب رفض هذه الممارسة ويرجع ذلك جزئيا إلى وفرة من الصلب المتدفقة إلى البلاد من مصادر أجنبية . وعلى الرغم من افتقارهم إلى الممارسة، تمكن الشيوخ من إنشاء فرن باستخدام الطين والعشب، عندما أحرقت الكربونات اللازمة لتحويل الحديد إلى فولاذ. وأدى التحقيق في وقت لاحق من المنطقة إلى 13 فرن آخر مماثل في التصميم إلى الترفيه التي أقامها شيوخ وكانت هذه الأفران مؤلفة من الكربون ووجد أنها قديمة منذ 2000 سنة، في حين أن الفولاذ من هذا العيار لم يظهر في أوروبا إلا بعد عدة قرون.
تم استخدام نوعين من أفران الحديد في أفريقيا جنوب الصحراء الكبرى: حفر الخندق تحت هياكل أرضية ومطاطية دائرية مبنية فوق سطح الأرض وتم سحق خامات الحديد ووضعها في الأفران الطبقات مع نسبة مناسبة من الخشب الصلب. وأضيف تدفق مثل الجير أحيانا من الصدف للمساعدة في الصهر وسوف تستخدم منفاخ على الجانب لإضافة الأوكسجين وسوف تستخدم أنابيب الطين على الجانبين تسمى تويرس للسيطرة على تدفق الأكسجين.

## الطب

### غرب أفريقيا
ويبدو أن معرفة تلقيح نفسه ضد الجدري كانت معروفة لدى غرب أفريقيا وعلى وجه التحديد أكان وأوضح عبد اسمه أونيسيموس إجراء التلقيح لكوتن ميذر خلال القرن 18th. ذكر أنه حصل على المعرفة من أفريقيا.

### الساحل
في جني تم تحديد البعوض على أنه سبب الملاريا وكان إزالة إعتام عدسة العين إجراء جراحي مشترك.
كانت أخطار تدخين التبغ معروفة لدى علماء المسلمين الأفارقة استنادا إلى مخطوطات تمبكتو.

### وادي النيل
كان الأطباء المصريون القدماء مشهورين في الشرق الأدنى القديم لمهاراتهم في الشفاء وبعضهم مثل إمحوتب ظل مشهورا بعد فترة طويلة من وفاتهم. ولاحظ هيرودوت أن هناك درجة عالية من التخصص بين الأطباء المصريين مع بعضهم يعالجون فقط الرأس أو المعدة، في حين أن آخرين كانوا أطباء العيون وأطباء الأسنان. وتم تدريب الأطباء في مؤسسة بير أنخ أو «بيت الحياة»، وعلى الأخص تلك التي يقع مقرها الرئيسي في بيرستيت خلال المملكة الجديدة وفي أبيدوس وسايس في الفترة المتأخرة. البردي الطبي تظهر المعرفة التجريبية للتشريح، والإصابات، والعلاجات العملية. تم علاج الجروح عن طريق الضمادات باللحوم النيئة، الكتان الأبيض، الغرز، الشباك، الوسادات والمسحات غارقة بالعسل لمنع العدوى، في حين كان الأفيون يستخدم لتخفيف الألم. تم استخدام الثوم والبصل بانتظام لتعزيز صحة جيدة وكان يعتقد أن تخفيف أعراض الربو. قام الجراحون المصريون القديمون بتخريب الجروح، وكسر العظام المكسورة، وبتر الأطراف المريضة، لكنهم اعترفوا بأن بعض الإصابات خطيرة لدرجة أنها لا تستطيع إلا أن تجعل المريض مريحا حتى وفاته.
حوالي 800 تم بناء أول مستشفى للأمراض النفسية في مصر من قبل أطباء مسلمين في القاهرة.
حوالي 1100 تم اختراع جهاز التنفس الصناعي في مصر.
في عام 1285 تم بناء أكبر مستشفى في العصور الوسطى وعصر ما قبل العصر الحديث في القاهرة مصر من قبل السلطان قلاون المنصور وأعطي العلاج مجانا للمرضى من جميع الخلفيات بغض النظر عن الجنس أو العرق أو الدخل.

يستخدم تيتراسايكلن من قبل النوبيين على أساس العظام ما بين 350 م و 550 م. كانت المضادات الحيوية في استخدام تجاري واسع فقط في منتصف القرن 20th. النظرية هي الجرار الترابية التي تحتوي على الحبوب المستخدمة لصنع البيرة تحتوي على ستربتوميدس البكتيريا والتي تنتج التيتراسايكلن على الرغم من أن النوبيين لم يكونوا على دراية بالتيتراسايكلن إلا أنهم كانوا قد لاحظوا أن الناس أفضل من خلال شرب البيرة ويقول تشارلي بامفورث أستاذ الكيمياء الحيوية وعلم التخمير في جامعة كاليفورنيا ديفيس: «كان يجب أن يكون قد استهلكه لأنه كان ألذ من الحبوب التي استمد منها، وكانوا قد لاحظوا الناس أفضل بكثير من خلال استهلاك وهذا المنتج من مجرد استهلاك الحبوب نفسها.»

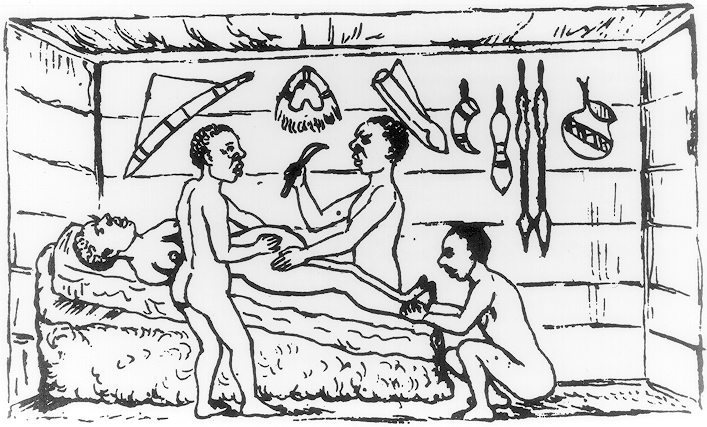
القيصرية الناجحة التي قام بها المعالجون الأصليون في كاهورا، أوغندا، كما لاحظها فيلكين في عام 1879

### شرق أفريقيا
وقد شهد المسافرون الأوروبيون في منطقة البحيرات الكبرى في أفريقيا (أوغندا ورواندا) خلال القرن التاسع عشر عمليات قيصرية تجري على أساس منتظم وكانت الأم الحامل تخدير عادة مع نبيذ الموز وتم استخدام مخاليط الأعشاب لتشجيع الشفاء من الطبيعة المتطورة للإجراءات المتبعة وخلص المراقبون الأوروبيون إلى أنهم كانوا يعملون لبعض الوقت.

### جنوب أفريقيا
طوّر الجنوب أفريقي ماكس ثيل لقاحاً ضد الحمى الصفراء عام 1937. وطور ألان ماكليود كورماك الأسس النظرية للمسح المقطعي المحوسب وشارك في اختراع الماسح الضوئي المقطعي المحوسب.
أول عملية زرع قلب من إنسان إلى إنسان قام بها جراح القلب في جنوب أفريقيا كريستيان برنارد في مستشفى غروت شور في ديسمبر 1967.
خلال عقد الستينيات من القرن العشرين، طوّر الجنوب أفريقي آرون كلوغ تقنيات المجهر الإلكتروني البلوري حيث يتم الجمع بين سلسلة من الصور ثنائية الأبعاد من بلورات مأخوذة من زوايا مختلفة لإنتاج صور ثلاثية الأبعاد للهدف.

## الزراعة

### شمال أفريقيا ووادي النيل

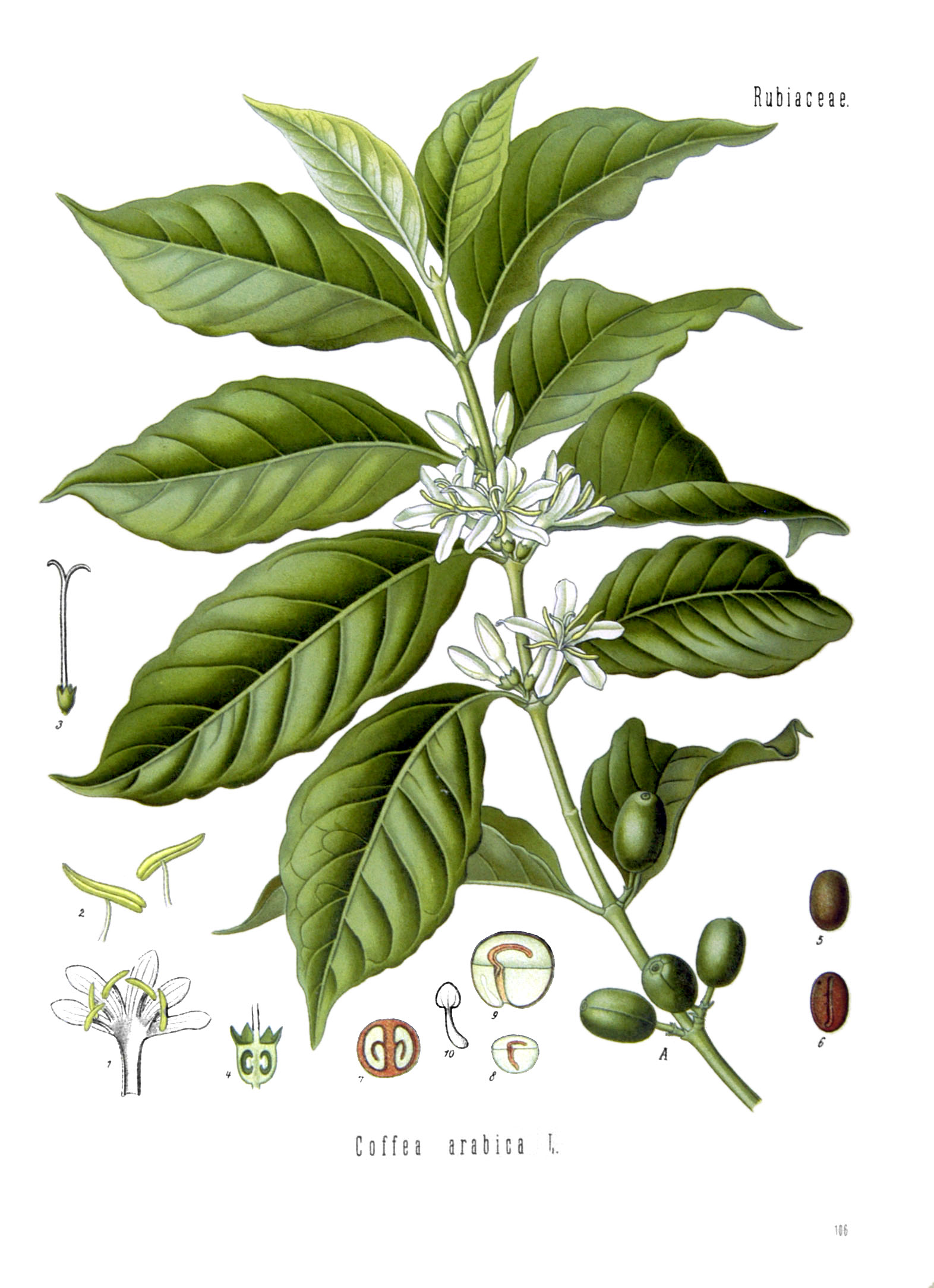
كان الإثيوبيون أول من اكتشف خصائص البن الصالحة للشرب

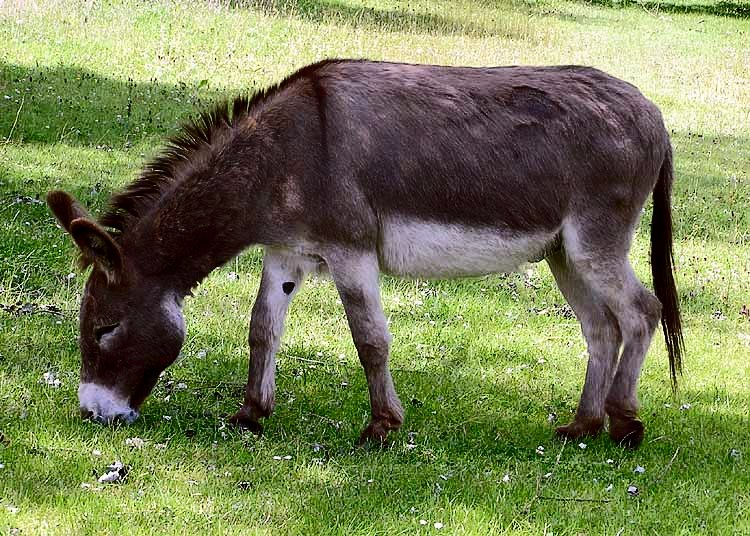
حمار ربما المستأنسة في وادي النيل أو القرن الأفريقي

وقد ناقش علماء الآثار منذ فترة طويلة ما إذا كان الاستيطان المستقل للماشية قد حدث في أفريقيا وكذلك في الشرق الأدنى ووادي اندوس وقد تم تحديد بقايا الأبقار المستأنسة في الصحراء الغربية لمصر في موقعي نابتا بلايا وبير كسيبة، وتم تأريخها إلى ج. 9500-8000 BP ولكن تم استجواب تلك الهوية. وتشير الأدلة الوراثية إلى أن الأبقار كانت على الأرجح من جنوب غرب آسيا وأنه قد يكون هناك بعض التكاثر في وقت لاحق مع الأرخص البرية في شمال أفريقيا.
وتشير الأدلة الوراثية أيضا إلى أن الحمير كانت مستأنسة من حمار بري إفريقي. وقد وجد علماء الآثار الدفن حمار في سياقات الأسرة المبكرة التي يرجع تاريخها إلى ~ 5000 BP في أبيدوس مصر الوسطى وفحص العظام يدل على أنها كانت تستخدم كحوش العبء.
.

### أثيوبيا
كان الإثيوبيون ولا سيما شعب الأورومو أول من اكتشف واكتشف التأثير النشط لحبة البن.

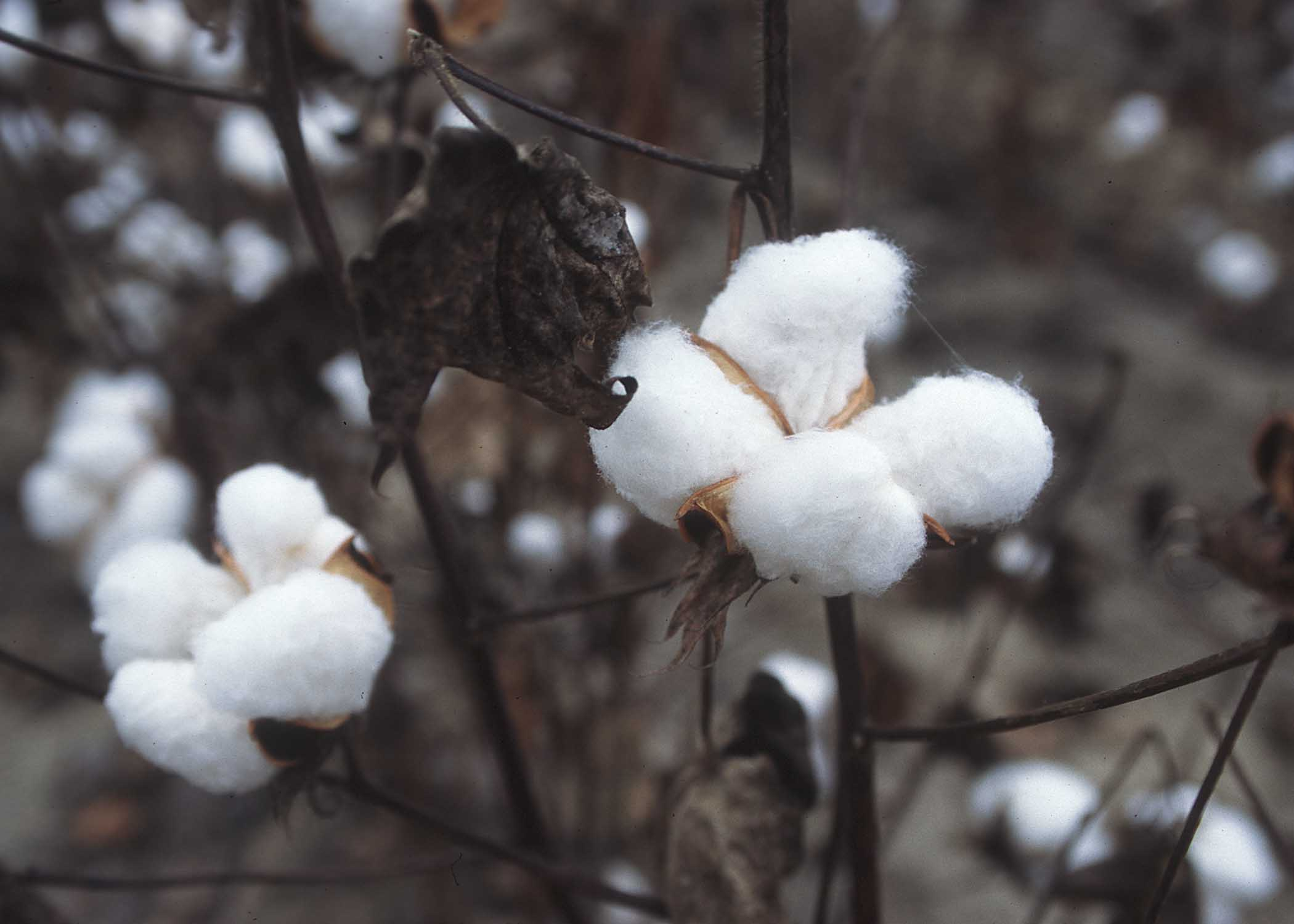
القطن ربما المستأنسة 5000 قبل الميلاد في السودان

ويعتقد أن تيف نشأت في إثيوبيا بين 4000 و 1000 قبل الميلاد تشير الدلائل الوراثية إلى E. بيلوسا باعتبارها السلف البري الأكثر احتمالا. نوغ (غيزوتيا أبيسينيكا) وإنسيتا (اى فنتريكوسوم) اثنين من النباتات الأخرى المستأنسة في إثيوبيا.

### الساحل
وقد ظهرت أول أدلة على إضفاء الطابع المحلي على النباتات لأغراض زراعية في أفريقيا في منطقة الساحل ج. 5000 قبل الميلاد عندما بدأ الذرة الرفيعة والأرز الأفريقي (أوريزا غلابيريما) لزراعتها. في هذا الوقت تقريبا وفي المنطقة نفسها كان الجينافول الصغيرة مستأنسة وكانت النباتات الأفريقية الأخرى المزروعة نخيل الزيت ونخيل الرافية والبازلاء السوداء العين والفول السوداني ومكسرات الكولا.

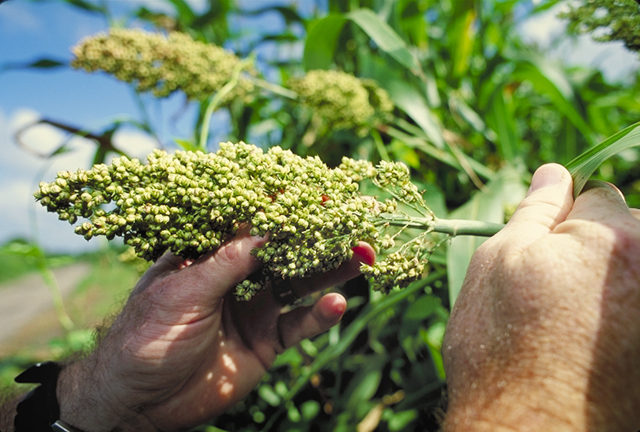
السورغوم المستأنسة في منطقة الساحل

وقد استخدمت الأساليب الأفريقية لزراعة الأرز التي قدمها الأفارقة المستعبدين، في ولاية كارولينا الشمالية وهذا قد يكون عاملا في ازدهار مستعمرة كارولينا الشمالية.
تم تدجين اليام 8000 قبل الميلاد في غرب أفريقيا بين 7000 و 5000 قبل الميلاد الدخن اللؤلؤ والقرع والبطيخ والفاصوليا انتشرت أيضا غربا عبر الصحراء الجنوبية.
بين 6500 و 3500 قبل الميلاد المعرفة من الذرة المستأنسة والفاصوليا الخروع واثنين من أنواع انتشار القرع من أفريقيا إلى آسيا والدخن اللاحم والبازلاء السوداء العينين والبطيخ والبامية تنتشر لاحقا إلى بقية العالم.

### شرق أفريقيا
إنغاروكا هو موقع أثري العصر الحديدي في شمال تنزانيا المعروفة لأطلال نظام الري المعقدة واستخدمت القنوات الحجرية للسد، والسد، ومستوى مياه النهر المحيطة وبعض هذه القنوات كانت طويلة عدة كيلومترات وتوجيه وتغذية قطع الأراضي الفردية التي يبلغ مجموعها حوالي 5000 فدان (20 كم 2). كما تضم المستوطنة سبع قرى ذات مدرجات حجرية على جانب الجبل.

## المنسوجات

### Nile Valley
ارتدى المصريون الملابس وورق الكتان من نبات الكتان واستخدموه في وقت مبكر من 4000 قبل الميلاد. نوبيون يرتدون أساسا القطن والجلود مطرز والكتان.

### أثيوبيا
شيما وشامة وكوتا هي جميع الملابس القطنية التي تستخدم لصنع الملابس الإثيوبية وتستخدم ثلاثة أنواع من الأنوال في أفريقيا: النول المزدوجة تلوح في الأفق لشرائط ضيقة من القماش، ونول هيد واحد لفترات أوسع من القماش، والأرض أو حفرة تلوح في الأفق. قد تكون المنوال المزدوجة المنوال وحيدة المنوال من أصل أفريقي وتستخدم الأرض أو الحفرة المنوال في القرن الأفريقي ومدغشقر وشمال أفريقيا وهي من أصول الشرق الأوسط.

### شمال أفريقيا ومنطقة الساحل

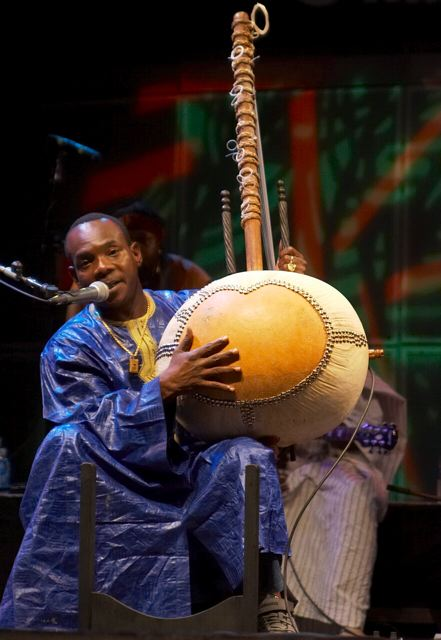
بوبو يرتديها الكورا الموسيقار

وقد صنعت الجلابة عادة من الصوف وتلبس في المغرب العربي.
النسيج المفضل في الساحل هو القطن ويستخدم على نطاق واسع في صنع بوبو (للرجال) والقفطان (للنساء) كما تم استخدام شعر الجمل في صناعة القماش في منطقة الساحل وشمال أفريقيا.

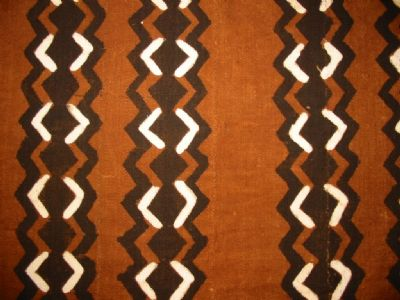
بوغولان القماش الطين

بغلانفيني (قماش الطين) هو النسيج القطنية مصبوغ مع الطين المخمرة من شجرة الشاي والنسيج، التي أدلى بها شعب بامبارا من منطقة بيليدوغو وسط مالي.
وبحلول القرن الثاني عشر تم تزويد ما يسمى بالجلود المغربية، التي جاءت بالفعل من منطقة الهوسا في شمال نيجيريا إلى أسواق البحر الأبيض المتوسط ووجد طريقها إلى المعارض والأسواق في أماكن مثل نورماندي وبريطانيا.

### غرب فريقيا
كينت الحرير المستخدم من فراشة أنف وكان ينتجها شعب أكان (أشانت، فانت، إنزيما) في بلدان غانا وكوت ديفوار

### وسط أفريقيا
كان قماش الرافية ابتكار شعب كبا جمهورية الكونغو الديمقراطية الحالية وكان يستخدم ألياف الأوراق على شجرة النخيل الرافية.

### شرق أفريقيا
وقد استخدمت البركلوث من قبل باغاندا في أوغندا من شجرة موتوبا (فيكوس ناتالنسيس) وكانجا هي قطعة السواحيلية من القماش التي تأتي في أشكال مستطيلة مصنوعة من القطن الخالص ووضع معا لجعل الملابس. فمن طالما أن يد تمتد واحدة واسعة لتغطية طول تلك الرقبة. كيتنج تشبه كانغاس وكيكوي ولكن من القماش سمكا ولها متفوقا فقط على الجانب الطويل وكينيا، وأوغندا، وتنزانيا، والسودان هي بعض البلدان الأفريقية التي تلبس فيها الكيتنج. وفي ملاوي وناميبيا وزامبيا، تعرف كيتنغي باسم شيتنغ وكانت لامبا مبانجاكا قطعة قماش مصنوعة من الحرير متعدد الألوان، تلبس مثل توجا في جزيرة مدغشقر.

### جنوب أفريقيا
في الجنوب الأفريقي يجد المرء العديد من الاستخدامات للجلود والجلود الحيوانية للملابس ونداو في وسط موزمبيق وشونا مختلطة مخبأة مع القماش والقمصان القطنية وكان يمارس القطن النسيج من قبل نداو والشونا. القطن القماش كان يشار إلى ماشيرا. فيندا، سوازي، باسوثو، الزولو، نديبيلي، وشوسا أيضا استخدام واسع من الجلود. وجاءت الجلود من الماشية والأغنام والماعز والفيل ومن جانجوا (جزء من عائلة المنغ). كانت الجلود ليوبارد مطمعا وكان رمزا للملكية في مجتمع الزولو والجلود مدبوغة لتشكيل الجلود ومصبوغ وجزءا لا يتجزأ مع الخرز.
.

## التكنولوجيا البحرية
في عام 1987 اكتشف أقدم زورق في العالم وأقدم زورق دوفونا في نيجيريا من قبل رعاة فولاني بالقرب من نهر يوبي وقرية دوفونا ويرجع تاريخها إلى ما يقرب من 8000 سنة مضت وقدم من الماهوجني الأفريقية.

### شمال أفريقيا
ويشمل أسطول قرطاج أعدادا كبيرة من كوادريمس وكينكيريمزوالسفن الحربية مع أربعة وخمسة صفوف من المجندين هيمنت سفنها على البحر الأبيض المتوسط. الرومان ومع ذلك كانت الماجستير في نسخ وتكييف التكنولوجيا من الشعوب الأخرى ووفقا لبوليبيوس استولى الرومان على سفينة حربية قرطاجينية غرقت السفينة واستخدموها كمخطط لتكوين بحري ضخم مضيفا صقلهم الخاص - وهو الحق - الذي سمح لسفينة العدو أن «تمسك» واستقل ليد إلى القتال. وقد نفي ذلك في البداية سفن السفن والسفن القرطاجية.

### الساحل وغرب أفريقيا
في القرن الرابع عشر م الملك أبوبكاري الثاني يعتقد أن شقيق الملك مانسا موسى من الإمبراطورية المالية كان لديه أسطول كبير من السفن يجلس على ساحل غرب أفريقيا. وهذا ما أكده ابن بطوطة نفسه الذي يذكر مئات السفن المالية قبالة الساحل. سوف السفن التواصل مع بعضها البعض من قبل الطبول وقد أدى هذا إلى تكهنات كبيرة أن البحارة الماليين قد وصلت إلى ساحل أمريكا ما قبل كولومبوس تحت حكم أبوبكاري الثاني وما يقرب من مائتي عام قبل كريستوفر كولومبوس.
وتشهد مصادر عديدة أن الممرات المائية الداخلية في غرب أفريقيا شهدت استخداما مكثفا لقوارب الحرب والسفن المستخدمة في النقل الحربي حيث تسمح بذلك البيئة. وكانت معظم زوارق غرب أفريقيا من البناء سجل واحد، منحوتة وحفر التدريجي من جذع شجرة ضخمة واحدة. وكان الأسلوب الأساسي للدفع عن طريق مجداف وفي المياه الضحلة، والأعمدة. واستخدمت الأشرعة أيضا بدرجة أقل لا سيما في السفن التجارية وقدمت شجرة القطن الحرير العديد من معظم سجلات الجدول لبناء الزورق ضخمة، وكان إطلاق عبر بكرات خشبية إلى الماء. وكان من المتوقع أن يظهر بعض المتخصصين في بناء القوارب بين شعوب معينة، ولا سيما في دلتا النيجر.
وكانت بعض الزوارق طولها 80 قدما (24 مترا) تحمل 100 رجلا أو أكثر فعلى سبيل المثال تشير الوثائق الصادرة عام 1506 إلى زوارق الحرب على نهر سيراليون التي تحمل 120 رجلا. ويشير آخرون إلى شعوب ساحل غينيا التي تستخدم زوارق ذات أحجام متفاوتة - طولها حوالي 70 قدما (21 مترا)، وطولها 7-8 أقدام، مع نهايات مدببة حادة ومقاعد للتجديف على جانبيها وأسطح من الطوابق أو فوكاستليس بناء القصب ومتنوعة مرافق مثل مداخل الطبخ ومساحات التخزين للحصير النوم الطاقم.

### وادي النيل
عرف المصريون في وقت مبكر كيفية تجميع ألواح الخشب في بدن السفينة في وقت مبكر من 3000 قبل الميلاد (5000 قبل الميلاد). أقدم السفن التي اكتشفت بعد وهي مجموعة من 14 اكتشفت في أبيدوس تم بناؤها من ألواح خشبية كانت «مخيط» معا. تم استخدام الأشرطة المنسوجة لكسر الألواح معا والقصب أو العشب محشوة بين ألواح ساعدت على ختم طبقات. لأن السفن كلها دفن معا بالقرب من مجمع الجثث تابعة لفرعون خاسخيموي في الأصل كانت جميع القوارب يعتقد أن ينتمي إليه واحدة من 14 سفينة يعود إلى 3000 قبل الميلاد ومع ذلك ويعتقد الآن ربما كان ينتمي إلى فرعون سابق ربما فرعون آها.
كما عرف المصريون الأوائل كيفية تجميع ألواح الخشب مع الضفائر لربطها معا وذلك باستخدام الملعب لسد الطبقات و «سفينة خوفو» وهي سفينة تبلغ مساحتها 43.6 متر مقفلة في حفرة في مجمع الهرم الجيزة عند سفح الهرم الأكبر من الجيزة في الأسرة الرابعة حوالي 2500 قبل الميلاد، هو مثال كامل الحجم على قيد الحياة والتي قد تكون قد حققت رمزي وظيفة لعبادة الشمس وكان المصريون الأوائل يعرفون أيضا كيفية ربط ألواح هذه السفينة جنبا إلى جنب مع مفاصل النقرة والوصلة.

### القرن الأفريقي والساحل السواحيلي
ومن المعروف أن أكسوم القديمة تتداول مع الهند وهناك أدلة على أن السفن من شمال شرق أفريقيا قد أبحر ذهابا وإيابا بين الهند / سري لانكا والسلع التجارية النوبة وحتى لبلاد فارس وهيميار وروما. كان معروفا أكسوم من قبل اليونانيين ل وجود الموانئ للسفن من اليونان واليمن. في أماكن أخرى في شمال شرق أفريقيا، القرن الأول الميلادي سيريوس بيريبلوس من البحر الأحمر يقول أن الصوماليين من خلال موانئهم الشمالية مثل زيلا وبربرا كانت تتداول اللبان وغيرها من البنود مع سكان شبه الجزيرة العربية وكذلك مع الرومانية ثم التي تسيطر عليها مصر .

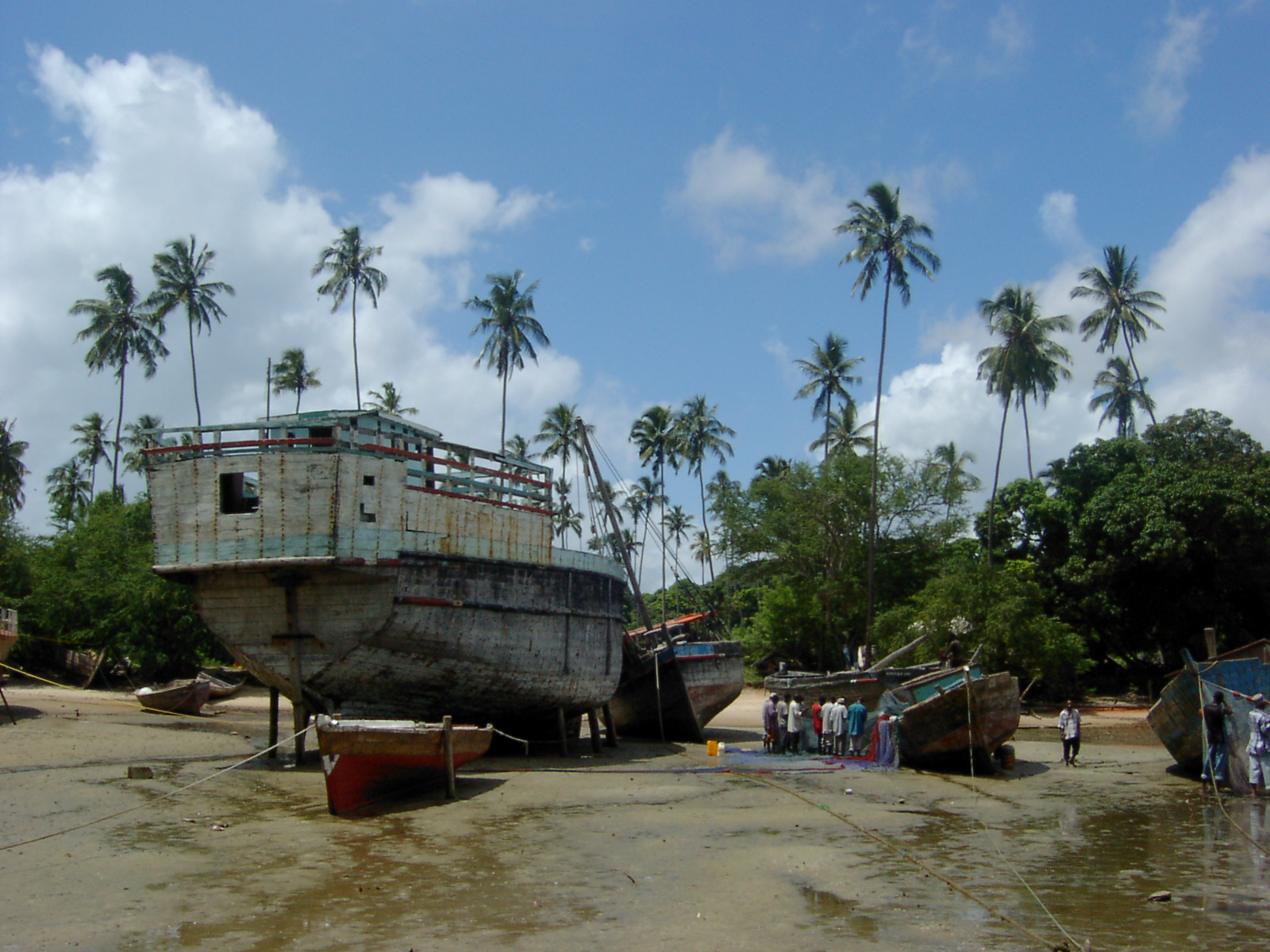
البناء والإصلاح بالقرب من متوني زنجبار

متوسط العمر تعرف الممالك السواحلية بجزر الموانئ التجارية وطرق التجارة  مع العالم الإسلامي وآسيا ووصفها المؤرخون اليونانيون بأنها «متروبوليس». ومن المعروف أن الموانئ التجارية الأفريقية الشهيرة مثل مومباسا وزنجبار ومقديشو وكيلوا  معروفة للبحارة الصينيين مثل تشنغ هي والمؤرخين الإسلاميين في العصور الوسطى مثل المسافر البربري الإسلامي أبو عبد الله بن بطوطة. وكان الداو سفينة التجارة التي يستخدمها السواحيليون ويمكن أن تكون ضخمة وكان داو ينقل زرافة إلى محكمة الإمبراطور الصيني يونغ لي في 1414. على الرغم من أن المراكب الشراعية غالبا ما ترتبط بالعرب، إلا أنها جذور هندية .[بحاجة لمصدر]

## الهندسة المعمارية

### غرب أفريقيا
جدران مدينة بنين هي مجتمعة أكبر هيكل من صنع الإنسان في العالم، وقد دمرها البريطانيون شبه في عام 1897. كتب فريد بيرس في نيو ساينتيست:.
"تمتد حوالي 16,000 كيلومتر في كل موزيك من أكثر من 500 الحدود الاستيطانية المترابطة وتغطي 6500 كيلومترا مربعا وكلها حفرت من قبل شعب ايدو.في كل شيء فهي أربع مرات أطول من سور الصين العظيم، واستهلكت مادة مئة مرة أكثر من الهرم الأكبر للخوفو واستغرقت ما يقدر بحوالي 150 مليون ساعة من الحفر لبناء، وربما تكون أكبر ظاهرة أثرية واحدة على كوكب الأرض.
سريدبو هو إريدو هو ثاني أكبر نصب ما قبل الاستعمار في أفريقيا، أكبر من الأهرامات الكبرى أو زيمبابوي العظمى بنيت من قبل شعب اليوروبا تكريما لأحد شخصياتهم بعنوان، أرملة أرستقراطية تعرف باسم أولوي بيليكيسو سونغبو، وهي تتكون من الجدران الطينية المترامية الأطراف والوديان التي تحيط بلدة إيجيبو-أود في ولاية أوغون نيجيريا.

### شمال أفريقيا والساحل
حوالي 1000 م ويظهر الكوبيا (تابيا) لأول مرة في المغرب العربي والأندلس.
تيشيت هي أقدم المستوطنات الأثرية الباقية على قيد الحياة في منطقة الساحل وهي أقدم مستوطنة من جميع الأحجار جنوب الصحراء. ويعتقد أنها قد بنيت من قبل الناس سونينك ويعتقد أن تكون مقدمة للامبراطورية الغانية. [بحاجة لمصدر]
الجامع الكبير في جينيه هو أكبر الطوب الطيني أو بناء بالطوب في العالم ويعتبره العديد من المهندسين المعماريين ليكون أعظم إنجاز على الطراز المعماري السوداني الساحلي وإن كان مع المؤثرات الإسلامية محددة.

### وادي النيل
ويعد الهرم المصري الذي تم بناؤه في سقارة أقدم مبنى حجري رئيسي في العالم.
الهرم الأكبر هو أطول هيكل من صنع الإنسان في العالم لأكثر من 3800 سنة.
وشملت أقدم نمط العمارة النوبية سبيوس والهياكل منحوتة من الصخور الصلبة A المجموعة (3700-3250 قبل الميلاد) الإنجاز واستخدم المصريون بشكل مكثف العملية في سبيوس أرتيميدوس وأبو سمبل.
السودان موقع النوبة القديمة لديها المزيد من الأهرامات من أي مكان في العالم حتى أكثر من مصر مجموعه 223 الأهرامات موجودة.

### أثيوبيا
مملكة أكسوم بنيت في الحجر السطوح متجانسة على رأس قبور الملوك مثل الملك إزانا في ستايل. في وقت لاحق، خلال الكنائس كنيسة زاوى منحوتة من الصخور الصلبة مثل كنيسة القديس جورج في لاليبيلا.

### جنوب أفريقيا
في الجنوب الأفريقي يجد المرء تقاليد قديمة وواسعة الانتشار من البناء في الحجر وقد لوحظت فئتين واسعتين من هذه التقاليد: 1. نمط زيمبابوي 2. ترانزفال نمط الدولة الحرة شمال زامبيزي واحد يجد القليل جدا من أنقاض الحجر. زيمبابوي العظمى، خامي، وثولاميلا  يستخدم أسلوب زيمبابوي. تمثل تسوثو أو تسوانا العمارة نمط ترانسفال فري ستات.و تمثل خوانا ناس  مستوطنة حجرية في ناميبيا التقاليد. كانت مملكة مابونغوبو (1075-1220) دولة من الجنوب الافريقى قبل الاستعمار تقع عند ملتقى نهري شاشى وليمبوبو الذي كان مركزا لمملكة ما قبل شونا التي سبقت تتويجا للحضارة الحضرية في جنوب شرق أفريقيا في زيمبابوي العظمى.

## نظم الاتصالات
الغريبون مستودعات للتاريخ الأفريقي وخاصة في المجتمعات الأفريقية دون لغة مكتوبة ويمكن للمغايري أن يقرأ الأنساب التي تعود إلى قرون وأنها تلاوة الملحمات التي تكشف الأحداث التاريخية والأحداث ويمكن للمغضبين أن يذهبوا لساعات وحتى أيام تلاوة تاريخ وأنساب المجتمعات وقد وصفت بأنها كتب التاريخ الحي.

### وادي النيل

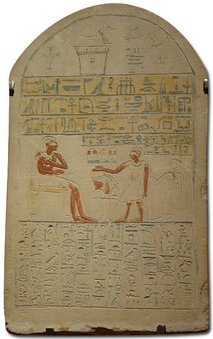
الهيروغليفى المصري على ستيلا الجنائزية

كان أول نظام للكتابة في أفريقيا وبداية الأبجدية هو الهيروغليفية المصرية وكان هناك نصين هما النسل المباشر للهيروغليفية المصرية والسيناريو بروتو-سينيتيك والأبجدية المروية وخرجت من الأبجدية الجنوبية الجنوبية والأبجدية الفينيقية من الأبجدية الآرامية والأبجدية اليونانية والأبجدية البرهمي والأبجدية العربية مستمدة بشكل مباشر أو غير مباشر.
من الخط المسند جاءت الحروف الجعزية التي تستخدم لكتابة بلين (كوشيتش)و الأمهرية وتيغر والتغرينية في إثيوبيا وإريتريا.
من الأبجدية الفينيقية جاء تيفيناغ الأبجدية البربرية تستخدم أساسا من قبل الطوارق.
وكان النسل المباشر الآخر من الهيروغليفية المصرية الأبجدية المروية وبدأت في مرحلة الناباتان من التاريخ النوبي كوش (700-300 قبل الميلاد)و جاء في ثمارها الكامل في القرن 2، تحت خليف مملكة النوبة ميرو ويمكن قراءة السيناريو ولكن ليس مفهوما، مع اكتشاف في الحسا السودان من التماثيل رام التي تحمل النقوش المروية قد تساعد في ترجمتها.

### الساحل
مع وصول الإسلام جاء الأبجدية العربية في منطقة الساحل. الكتابة العربية منتشرة على نطاق واسع في منطقة الساحل. كما استخدم النص العربي لكتابة اللغات الأفريقية الأصلية وغالبا ما يطلق على النصي المستخدم بهذه الصفة العجمي. اللغات التي تم كتابتها أو كتابتها في العجمي تشمل الهوسا، ماندينكا، الفولاني، الولوفال، الأمازيغية، النوبية، اليوروبا، سونغاي، وكانوري.

### غرب أفريقيا
النكو التي وضعتها سولومانا كانت في عام 1949 كنظام للكتابة للغات ماندي في غرب أفريقيا. وهي تستخدم في غينيا، وكوت ديفوار، ومالي، والبلدان المجاورة من قبل عدد من المتحدثين من لغات الانتداب.

نسيبيدي هو مجموعة أيديولوجية من الرموز التي وضعتها إيكب الناس من جنوب شرق نيجيريا الساحلية للاتصال ومن المعروف أن تنفيذ معقدة من نسيبيدي فقط أن يبدأ من المجتمع السري إكب.

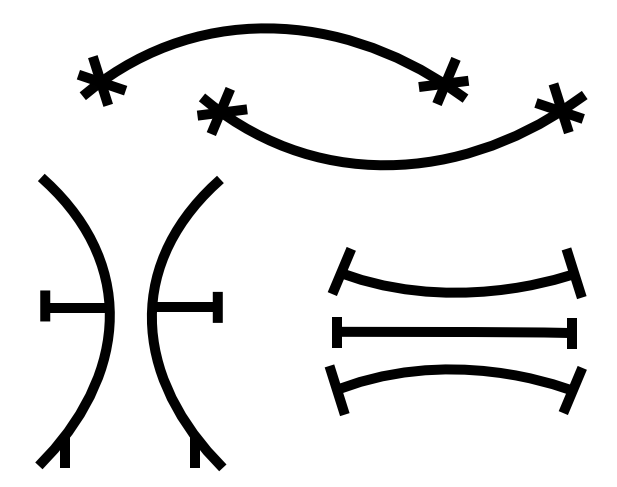
رموز نسيبيدي

أدينكرا هو مجموعة من الرموز التي وضعتها أكان (غانا وكوت ديفوار) وتستخدم لتمثيل المفاهيم والأمثال.
الفيلاباري فاي هو نظام الكتابة المقطعية وضعت للغة فاي من قبل مومولو دوالو بوكو ليو في ليبيريا خلال 1830s.
أداموروب لغة الإشارة هي لغة الإشارة الأصلية وضعت في قرية أدموروب أكان في شرق غانا. القرية لديها حادثة عالية من الصمم الجيني.

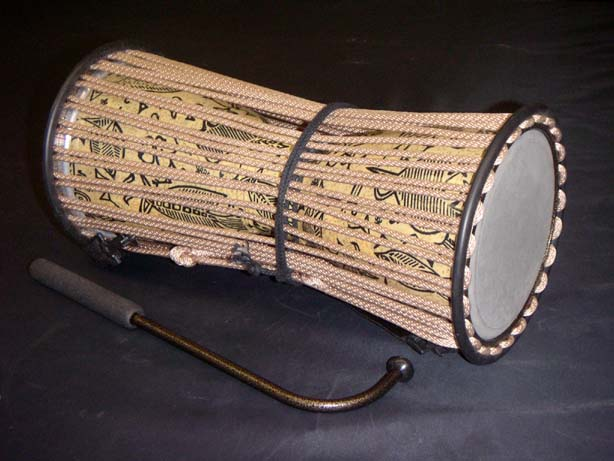
الطبل الحديث

لغات النيجر والكونغو هي نغمي في الطبيعة تستغل الطبول الحديث الجانب النغمي من لغات النيجر والكونغو لنقل رسائل معقدة للغاية. يمكن للبراميل الحديث إرسال رسائل 15 إلى 25 ميلا (40 كم). بولو، لغة البانتو، ويمكن طبل وكذلك يتحدث في قرية بولو، كان لكل فرد توقيع طبل فريدة من نوعها. يمكن إرسال رسالة إلى فرد عن طريق الطبول توقيع طبله. وقد لوحظ أن رسالة يمكن إرسالها 100 ميل (160 كم) من قرية إلى قرية في غضون ساعتين أو أقل باستخدام طبل الحديث.

### شرق أفريقيا ومدغشقر
على الساحل السواحيلي كانت اللغة السواحيلية مكتوبة باللغة العربية كما كانت اللغة المالاجاشية في مدغشقر.

## حرب
ولم يكن لدى معظم المناطق المدارية في أفريقيا سلاح فرسان سيتم محو الخيول من قبل تسي تسي الطيران. كان حمار وحشي أبدا المستأنسة وكان جيش أفريقيا المدارية يتألف أساسا من المشاة وشملت الأسلحة الأقواس والسهام  مع قوة القوس منخفضة التي تعوض مع السهام يميل السهام. تم استخدام سكاكين رمي  في وسط أفريقيا، الرماح التي يمكن أن تتضاعف كما دفع أسلحة القطع، والسيوف هي أيضا قيد الاستخدام. الأندية الثقيلة عندما القيت يمكن كسر العظام، معركة الفأس، والدروع من مختلف الأحجام كانت في الاستخدام على نطاق واسع. البنادق في وقت لاحق موسكيتس مثل فلينتلوك ويلوك وماتكلوك وعلى النقيض من التصور الشعبي، كانت البنادق تستخدم أيضا على نطاق واسع في أفريقيا. كانت عادة ذات نوعية رديئة، وهي سياسة الدول الأوروبية لتوفير سلع ذات نوعية رديئة. وأحد أسباب نجاح تجارة العبيد هو استخدام الأسلحة على نطاق واسع في أفريقيا.
وكان التحصين جزءا رئيسيا من الدفاع وهو جزء لا يتجزأ من الحرب. وقد بنيت أعمال ترابية ضخمة حول المدن والمستوطنات في غرب أفريقيا، وعادة ما دافع عنها الجنود مع القوس والسام يميل السهام. أعمال الحفر هي بعض من أكبر الهياكل التي صنعها الإنسان في أفريقيا والعالم مثل جدار بنن وسريدبو إريدو. وفي وسط أفريقيا، منطقة أنغولا، يجد المرء الأفضلية للخنادق التي كانت أكثر نجاحا للدفاع ضد الحروب مع الأوروبيين.
المشاة الافارقة لم تشمل الرجال فقط. وشملت ولاية داهومي وحدات جميع الإناث ما يسمى الأمازون داهومي الذين كانوا حراس الشخصية للملك وكان الملكة أم بنن جيشها الشخصي، «كوينز الخاصة».

### وادي النيل
وتشمل الأسلحة المصرية القديمة الأقواس والسهم والصفات والنوادي والمقاييس والسيوف، والدروع والسكاكين ودروع الجسم مصنوعة من العصابات من الجلود وأحيانا وضعت مع جداول من النحاس واستخدمت العربات التي تجرها الخيول لتسليم الرماة في ميدان المعركة. وكانت الأسلحة في البداية مصنوعة من الحجر والخشب والنحاس والبرونز في وقت لاحق والحديد في وقت لاحق.
في عام 1260 استخدم المصريون أول مدافع يدوية محمولة (ميدفا) محملة بالبارود المتفجر، أول مثال على مسدس وسلاح ناري محمول، من قبل المصريين لصد المغول في معركة عين جالوت وكانت المدافع تكوين البارود المتفجرة متطابقة تقريبا إلى التراكيب المثالية للبارود المتفجرة الحديثة. كانوا أيضا أول من استخدم التلك الذائب للحماية من الحرائق وارتدوا ملابس مقاومة للحريق، والتي تم إرفاق خراطيش البارود بها.
وكانت أسلحة أكسوم مصنوعة أساسا من الحديد: الرماح الحديد والسيوف الحديد وسكاكين الحديد تسمى بونياردز وأدلى الدروع من إخفاء الجاموس وفي الجزء الأخير من القرن التاسع عشر بذلت إثيوبيا جهودا متضافرة لتحديث جيشها. واكتسبت تكرار البنادق والمدفعية والمدافع الرشاشة وسهل هذا التحديث النصر الإثيوبي على الإيطاليين في بلدة تيغراي في أدوا في معركة أدوا عام 1896 وكانت إثيوبيا واحدة من البلدان الأفريقية القليلة التي استخدمت المدفعية في الحروب الاستعمارية.
وهناك أيضا درع صفيحة مصنوعة من لوحات الظهر التمساح قرنية من مصر والتي أعطيت إلى متحف بيت ريفرز كجزء من المجموعة التأسيسية الأثرية في عام 1884.

### شمال أفريقيا والساحل
أول استخدام للمدافع آلة الحصار في حصار سجلماسة في عام 1274 وفقا للمؤرخ القرن 14 ابن خلدون.

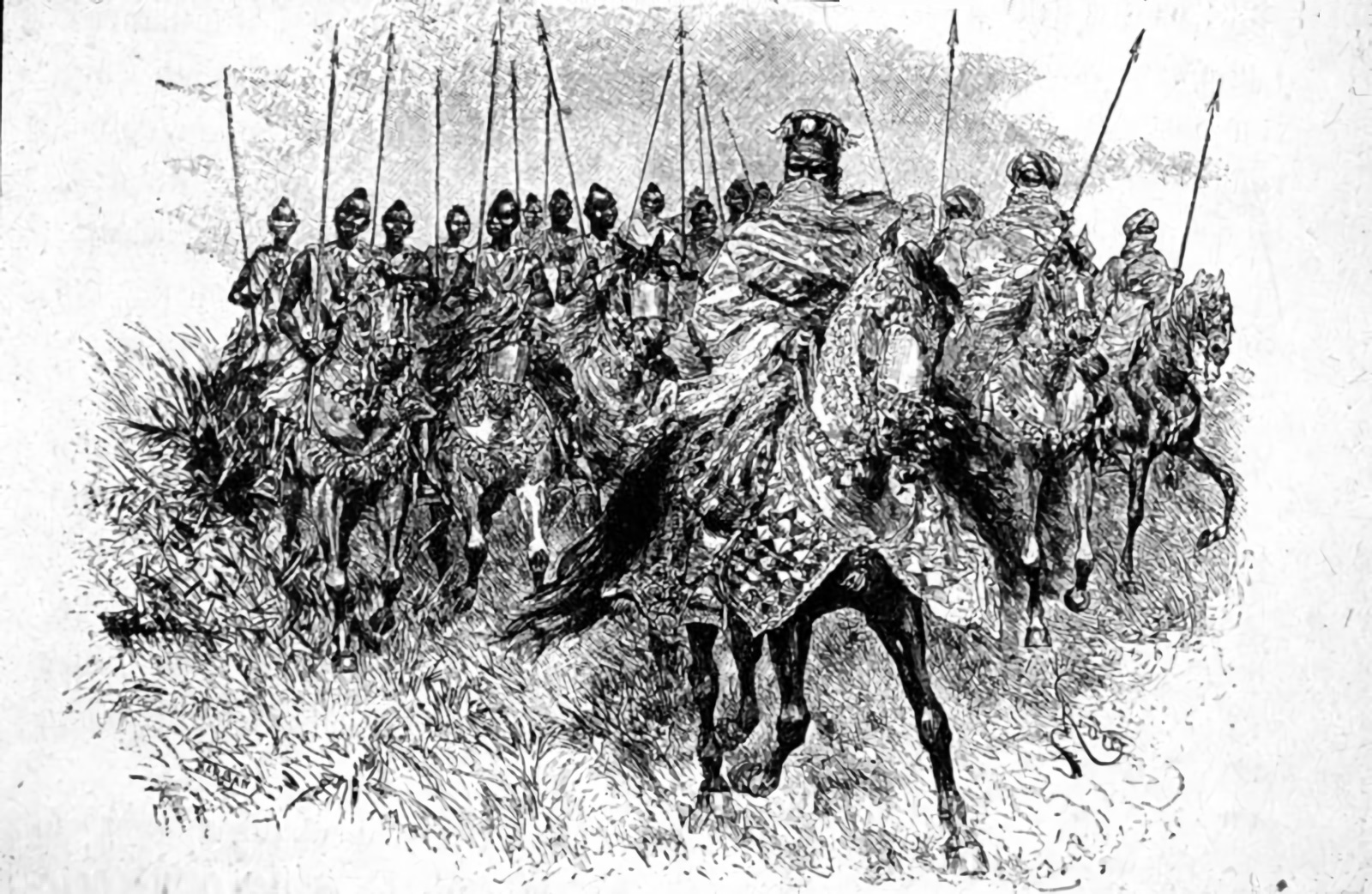
فرسان موسى داخل الساحل

وكان الجيش الساحلي يتألف من الفرسان والمشاة. تتألف الفرسان من جنود محميين وكان الدروع الجسم سلسلة البريد أو القطن مبطن الثقيلة. خوذات مصنوعة من الجلد، الفيل، أو فرس النهرو تم حماية الخيول المستوردة. يتكون الدروع الحصان من القطن مبطن معبأة مع الألياف الكابوك والنحاس لوحة الوجه. ويمكن استخدام الركاب كسلاح لتفكيك المشاة العدو أو الجنود شنت على مسافة قريبة. وشملت الأسلحة السيف، والإنس، وفأس المعركة، والرمح ذو الشفرات العريضة. كانت المشاة المسلحة مع القوس والحديد يميل السهام. وكانت نصائح الحديد عادة مع السم، من مصنع غرب أفريقيا ستروفانتوس هيسبيدوس سوف يتم نقل كميات من 40-50 سهما إلى معركة. في وقت لاحق وقدم المسكيت

### جنوب أفريقيا
في معركة ايساندلوانا في 22 يناير 1879 هزم جيش الزولو القوات الغازية البريطانية.
فمنذ الستينات إلى الثمانينيات واصلت جنوب أفريقيا البحث في أسلحة الدمار الشامل، بما في ذلك الأسلحة النووية والبيولوجية والكيميائية. وتم تجميع ستة أسلحة نووية ومع التحول المتوقع إلى حكومة منتخبة الأغلبية في التسعينات، قامت حكومة جنوب أفريقيا بتفكيك كل أسلحتها النووية وهي أول دولة في العالم تخلى طوعا عن الأسلحة النووية التي طورت نفسها.

## تجارة
واستخدمت العديد من القطع المعدنية وغيرها من البنود كعملة في أفريقيا. وهي كما يلي: قذائف كوري، ملح، ذهب (غبار أو صلب)، نحاس، سبيكة، سلاسل حديدية، نصائح من رماح الحديد، سكاكين حديد، قماش بأشكال مختلفة (مربعة، توالت، إلخ). كان النحاس قيمة مثل الذهب في أفريقيا. ولم يكن النحاس على نطاق واسع، بل كان من الصعب الحصول عليه باستثناء أفريقيا الوسطى من الذهب وتشمل المعادن القيمة الأخرى الرصاص والقصدير. وكان الملح أيضا قيمة مثل الذهب وبسبب ندره كان يستخدم كعملة.

### شمال أفريقيا
استورد قرطاج الذهب والنحاس والعاج والعبيد من أفريقيا الاستوائية وقرطاج تصدر الملح، القماش، السلع المعدنية وقبل استخدام الإبل في حيوانات التجارة عبر الصحراء تم استخدام الثيران والحمير والبغال والخيول وبدأ الاستخدام الواسع للجمال في القرن الأول الميلادي. انتقدت قرطاج الذهب والفضة والبرونز والالكتروم (مزيج الذهب والفضة) عملات أساسا لمحاربة الحروب مع اليونانيين والرومان ومعظم قوتهم القتالية كانوا مرتزقة، يجب دفعهم.
واستخدمت شمال أفريقيا الإسلامية الدينار المرابط والدينار الفاطمي، العملات الذهبية وتم طباعة الدينار المرابط والدينار الفاطمي على الذهب من امبراطوريات الساحل كما تم طباعة دوكات جنوة والبندقية وفلور فلورنسا على الذهب من امبراطوريات الساحل

### غرب أفريقيا والساحل

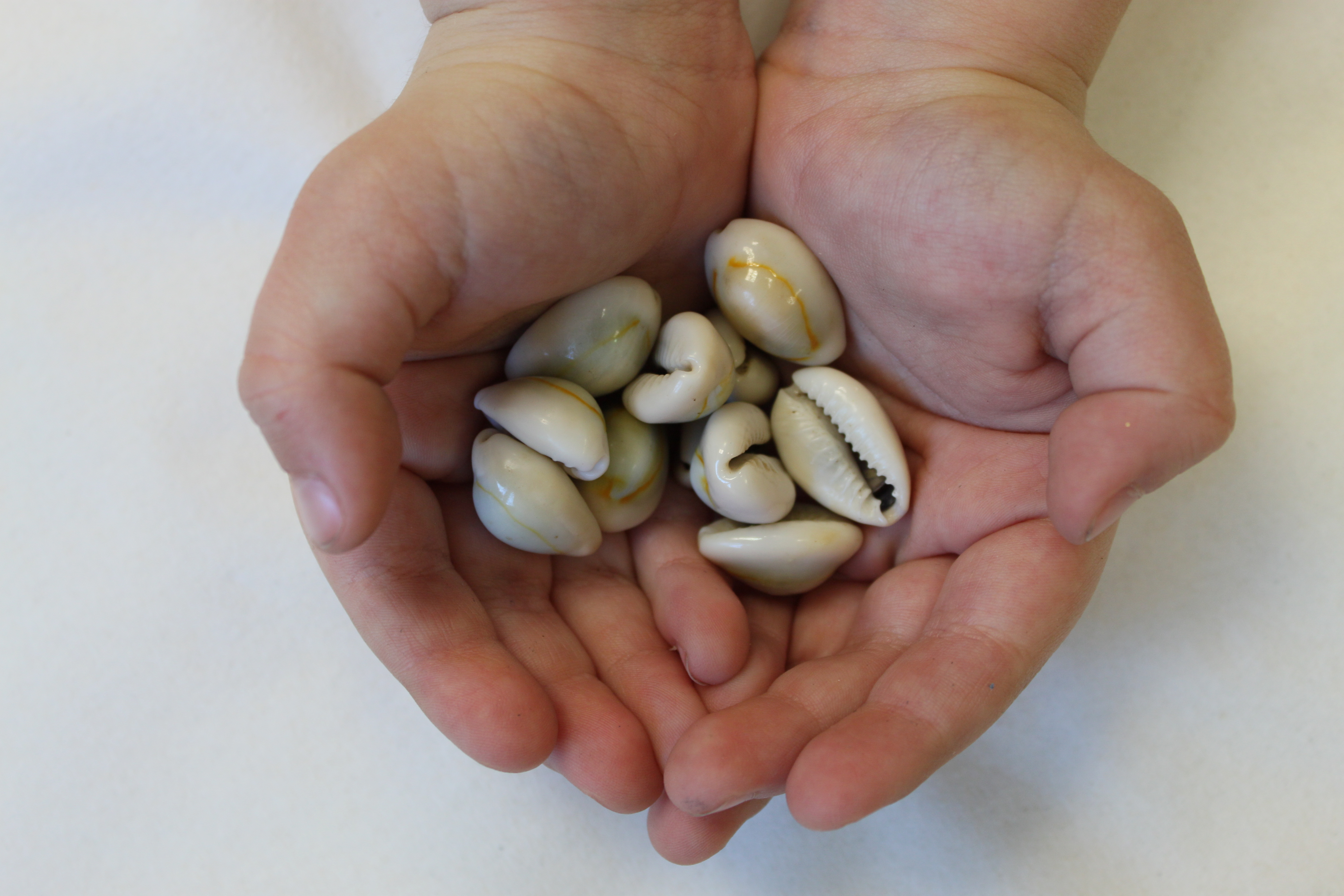
كوري المال

وقد استخدمت كوريس كعملة في غرب أفريقيا منذ القرن 11th عندما تم تسجيل استخدامها لأول مرة بالقرب من غانا القديمة وقد يكون استخدامه أقدم من ذلك بكثير ويبدو أن سجلماسة في المغرب حاليا يشكل مصدرا رئيسيا لكوروس في التجارة عبر الصحراء. في غرب أفريقيا، كان المال قذيفة العطاء المعتاد حتى منتصف القرن ال 19 وقبل إلغاء تجارة الرقيق كانت هناك شحنات كبيرة من قذائف الكور إلى بعض الموانئ الإنجليزية لإعادة شحنها إلى ساحل الرقيق. كما كان شائعا في غرب أفريقيا الوسطى كعملة مملكة كونغو تدعى نزيمبو محليا. وبما أن قيمة البقر كانت أكبر بكثير في غرب أفريقيا منها في المناطق التي تم الحصول على العرض منها كانت التجارة مربحة للغاية. وفي بعض الحالات ويقال إن المكاسب كانت 500 في المائة. استخدام عملة البقر انتشرت تدريجيا في الداخل في أفريقيا. وبحلول عام 1850 تقريبا وجد هاينريش بارث انتشارا كبيرا في كانو وكوكا وغاندو وحتى تمبكتو. ويرى بارث أنه في مونيوما، وهي إحدى الانقسامات القديمة في بورنو، تقدر عائدات الملك ب 30,000,000 قذيفة حيث يطلب من كل شخص بالغ أن يدفع سنويا 1000 قذيفة لنفسه و 1000 قذيفة لكل عبوة و 2000 لكل عبد في حيازته. في البلدان على الساحل، تم تثبيت القذائف معا في سلاسل من 40 أو 100 لكل منهما، بحيث خمسين أو عشرين سلاسل تمثل الدولار؛ ولكن في الداخل كانوا يحسبون بشراسة واحدا تلو الآخر، أو، إذا كان المتداول الخبراء، خمسة من خمسة. استقبلت المناطق المذكورة أعلاه إمداداتها من الكردي كما كانت تسمى، من الساحل الغربي ولكن المناطق إلى الشمال من ونيامويزي، حيث كانت تستخدم باسم سيمبي، كانت تعتمد على التجار المسلمين من زنجبار. واستخدمت القذائف في الأجزاء البعيدة من أفريقيا حتى أوائل القرن العشرين، ولكنها أفسحت المجال أمام العملات الحديثة وقذيفة من الحلزون الأرض أشيتينا مونيتاريا مقطعة إلى دوائر مع مركز مفتوح كما استخدمت عملة في البنغالية وغرب أفريقيا .
.
وكانت إمبراطورية غانا وامبراطورية مالي وإمبراطورية سونغاي مصدرا رئيسيا للذهب والحديد والقصدير والعبيد والرماح والرمي الرمح والسهام والأقواس والسياط من إخفاء فرس النهر. واستوردوا الملح والخيول والقمح والزبيب والكوري والتواريخ والنحاس والحناء والزيتون والجلود المدبوغة والحرير والقماش والديباج واللؤلؤ الفينيسي والمرايا والتبغ.
وشملت بعض العملات المستخدمة في منطقة الساحل الديون الورقية أو سندات دين للتجارة الخارجية والعملات الذهبية وعملة الذهب (غبار الذهب) وكان غبار الذهب الذي يزن 4.6 غراما يعادل 500 أو 3000 كوري وقماش مربع أربعة تمتد على كل جانب وسمى تشيغويا كان يستخدم حول نهر السنغال.
في الدولة الكانمية كان القماش العملة الرئيسية وكانت العملة القماشية تسمى داندي أيضا على نطاق واسع.

### وادى النيل
واستوردت مصر القديمة العاج والذهب والبخور والخشب الصلب وريشة النعام.
النوبة تصدير الذهب والقطن أو قماش من القطن، ريش النعام، جلد النمر، العاج، الأبنوس، والحديد أو الأسلحة الحديد.

### القرن الافريقى
أكسوم تصد ر العاج والكريستال والزجاج والنحاس والنحاس والمر واللبان واستوردت أكسوم الفضة والذهب وزيت الزيتون والنبيذ. [124] أنتجت أكسوميتس النقود حوالي 270 م، تحت حكم الملك إندوبيس وتم إصدار القطع النقدية من أكسوميت بالذهب والفضة والبرونز.

### شرق أفريقيا
كان السواحيلي بمثابة وسيط وربطوا السلع الأفريقية بالأسواق الآسيوية والسلع الآسيوية إلى الأسواق الأفريقية. وكان معظم صادراتها في الطلب العاج وقد قاموا بتصدير العنبر والذهب والجلود النمر والعبيد وقذيفة السلحفاة واستوردوا الفخار والأواني الزجاجية من آسيا. كما أنها صنعت مواد مثل القطن والزجاج والخرز قذيفة. واستخدمت الواردات والسلع المصنعة محليا كتجارة للحصول على السلع الأفريقية وشملت الروابط التجارية شبه الجزيرة العربية وبلاد فارس والهند والصين. كما سلب السواحيلي العملات الفضية والنحاسية.

## البحث العلمي الحالي في أفريقيا
أحمد زويل حصل على جائزة نوبل في الكيمياء لعام 1999 لعمله في كيمياء الفيمتو والأساليب التي تسمح لوصف حالات التغيير في الفيمتو ثانية أو ثواني قصيرة جدا.
ولدى جمهورية الكونغو الديمقراطية برنامج للصواريخ يسمى التروبوسفير .
ويعيش حاليا 40 في المائة من العلماء المولودين في أفريقيا في بلدان منظمة التعاون والتنمية في الميدان الاقتصادي ومعظمهم من حلف شمال الأطلسي ودول الاتحاد الأوروبي وقد وصف هذا بأنه هجرة الأدمغة الأفريقية.
وقد أنفقت بلدان أفريقيا جنوب الصحراء الكبرى في المتوسط 0.3٪ من ناتجها المحلي الإجمالي على العلوم والتكنولوجيا (العلوم والتكنولوجيا) في عام 2007 ويمثل ذلك زيادة مجمعة من 1.8 مليار دولار أمريكي في عام 2002 إلى 2.8 مليار دولار أمريكي في عام 2007. وتنفق بلدان شمال أفريقيا نسبة نسبتها 0.4٪ الناتج المحلي الإجمالي في مجال البحوث، بزيادة من 2.6 مليار دولار أمريكي في عام 2002 إلى 3.3 مليار دولار أمريكي في عام 2007. مع استثناء جنوب أفريقيا، زادت القارة من تمويلها الجماعي للعلوم بنحو 50٪ في العقد الماضي. وتتجاوز جنوب أفريقيا 0.87٪ من الناتج المحلي الإجمالي في أبحاث العلوم والتكنولوجيا. . على الرغم من أن حدائق التكنولوجيا لها تاريخ طويل في الولايات المتحدة وأوروبا، إلا أن وجودها في جميع أنحاء أفريقيا لا يزال محدودا، حيث تتخلف القارة حاليا عن مناطق أخرى في العالم من حيث تمويل التطوير التكنولوجي والابتكار. وقد جعلت ستة بلدان فقط (المغرب ومصر والسنغال ومدغشقر وتونس وجنوب أفريقيا) بناء حديقة التكنولوجيا جزءا لا يتجزأ من أهدافها الإنمائية.
.
في السنوات الأخيرة اعتمد عدد أكبر من البلدان الأفريقية التكنولوجيا بوصفها محركا للتنمية، على سبيل المثال. رؤية كينيا لعام 2030 ونمو رواندا السريع في تكنولوجيا المعلومات والاتصالات. وقد أدى الابتكار في مجال الاتصالات على وجه الخصوص إلى تحسين نوعية الحياة على نطاق واسع في أفريقيا جنوب الصحراء الكبرى.[بحاجة لمصدر] كما ارتفع عدد الأعضاء في مواقع التواصل الاجتماعي مثل فاسيبوك إلى أكثر من 100000 بحلول عام 2012. .[بحاجة لمصدر]

## روابط خارجية
- Timbuktu: Recapturing the Wisdom and History of a Region at Youtube, created and posted by the Ford Foundation
- Ancient Manuscripts from the Desert Libraries of Timbuktu at the Library of Congress, US
- African Fractals: Modern computing and indigenous design by Ron Eglash, at ted.com
- brief description of the Yoruba number system at the برنتيس هول  [لغات أخرى]‏ website
- Cambridge Museum: African Textile Collection نسخة محفوظة 16 ديسمبر 2012 على موقع واي باك مشين.
- Profile of ويليام كامكوامبا، TED Fellow, at Wired.com
- African Influences in Modern Art, متحف المتروبوليتان للفنون